# Martin Niemöller
Emil Gustav Friedrich Martin Niemöller (Lippstadt, 1892. január 14. – Wiesbaden, 1984. március 6.) német protestáns teológus, a Hitvalló Egyház vezető tisztségviselője és az Egyházak Ökumenikus Tanácsának elnöke.

## Pályafutása
Eleinte meggyőződéses NSDAP-szavazó, de a nácik egyházellenes kampánya a kirchenkampf és az ellenállás tagjává tette.
A teológia elvégzése után először a belmisszió területén dolgozott, majd 1931-től Dahlemben (ma: Berlin) lelkész. Itt kezdődött harca a nemzetiszocializmussal. Keresztény hitével összeegyeztethetetlennek tartotta a patrióta érzések keveredését vallásos igénnyel, főként úgy, hogy mindezt hamis keresztény megalapozással látják el. A Hitvalló Egyház nevű mozgalom egyik vezető személyisége lett. Megtorlásként 1937-ben a sachsenhauseni, majd a dachaui koncentrációs táborba vitték. Itt is maradt 1945-ig.
A második világháború után, 1947-ben a Hessen-Nassaui Tartományi Egyház nagy többséggel elnökévé választotta.

## Díjai elismerései
Több kitüntetése mellett a Szovjetuniótól Nemzetközi Lenin-békedíjat kapott 1966-ban.

## Idézet
Híres szövege, a német antifasizmus halhatatlan dokumentuma, amely később számos munkájába és prédikációjába beépült:
| Német                                                                                    | Fordítás                                                                                          |
| ---------------------------------------------------------------------------------------- | ------------------------------------------------------------------------------------------------- |
| Als die Nazis die Kommunisten holten, habe ich geschwiegen, ich war ja kein Kommunist.   | Mikor a nácik elvitték a kommunistákat, csendben maradtam, hisz nem voltam kommunista.            |
| Als sie die Gewerkschafter holten, habe ich geschwiegen, ich war ja kein Gewerkschafter. | Amikor a szakszervezeti tagokat vitték el, csendben maradtam, hisz nem voltam szakszervezeti tag. |
| Als sie die Sozialisten einsperrten, habe ich geschwiegen, ich war ja kein Sozialist.    | Amikor a szocialistákat bezárták, csendben maradtam, hisz nem voltam szocialista.                 |
| Als sie die Juden einsperrten, habe ich geschwiegen, ich war ja kein Jude.               | Amikor a zsidókat bezárták, csendben maradtam, hisz nem voltam zsidó.                             |
| Als sie mich holten, gab es keinen mehr, der protestieren konnte.                        | Amikorra engem vittek el, nem maradt senki, aki tiltakozhatott volna.                             |